# Sweet Impact
〈Sweet Impact〉는 가수 보아가 일본에서 발매한 22번째 싱글이다. 2007년 4월 25일, 일본에 발매되었으며 한국에는 라이센스반으로 일본 발매 1주일 후인 2007년 5월 2일에 발매되었다.
싱글의 타이틀 곡 〈Sweet Impact〉는 〈LISTEN TO MY HEART〉, 〈VALENTI〉 등을 작곡한 하라 가즈히로가 작곡했다. 이 곡은 2년여 전부터 보아가 계속 광고하고 있는 일본의 화장품 "KOSE 'FASIO'"의 광고 음악으로 사용되어 발매 3개월 전부터 전파를 탔다.
이 곡의 뮤직 비디오는 은색 옷을 입은 보아가 어두운 가상 도시를 오토바이를 질주하기 시작하는 것으로 시작된다. 그런 뒤 배경이 온통 하얀 방에 들어서서 카드 키로 로그인하면 후렴 부분이 시작되면서 고풍스러운 분위기의 바(Bar)로 배경이 바뀐다. 이 장면부터 긴 생머리의 보아의 모습도 짧은 머리에 중절모를 쓰고, 하얀색 정장을 입은 모습으로 바뀐다. 이후에는 정장과 드레스를 입은 신사·숙녀 모습의 댄서들과 노래에 맞춰 춤을 추는 장면, 한 줄기 빛이 들어오는 어두운 방 안에서 쇼파에 앉아 있는 장면이 이어진다. 2절 후렴 부분이 끝나고 난 뒤 간주 부분에는 쇼파에 앉아 있던 보아가 일어나 이어진 통로를 따라 걸어오면서 춤을 추는 장면이 등장한다.
커플링 곡 〈Bad Drive〉는 〈make a secret〉, 《MADE IN TWENTY (20)》의 수록곡 〈SO REAL〉을 작곡한 아사다 마사아키가 작곡했는데, 이 곡은 미국의 드라마 《슈퍼내츄럴》의 일본판 주제곡으로 사용되었다.
첫회반에 〈SO REAL〉의 리믹스 버전이 보너스 트랙으로 수록되었다.
자켓 사진은 보아의 싱글들 중 최초로 CD반과 CD+DVD반이 다른 형태로 발매되었다. 보아가 붉은 드레스를 입고, 왕관을 썼으며, 지휘봉을 들고 촬영했는데, 이 모습이 잡지 《보그》의 표지사진으로 쓰였던 모델 케이트 모스의 화보와 비슷해 논란이 되기도 했다.
2008년 2월 27일 발매된 6번째 정규 앨범 《THE FACE》에 〈Sweet Impact〉가 수록되었다.

## 곡목
| CD (Disc 1)  | CD (Disc 1)                                                   | CD (Disc 1)                                                                              | CD (Disc 1)                                                                              | CD (Disc 1)               |                           |
| 트랙         | 수록곡                                                        | 작사·작곡·편곡                                                                           | 작사·작곡·편곡                                                                           |                           |                           |
| ------------ | ------------------------------------------------------------- | ---------------------------------------------------------------------------------------- | ---------------------------------------------------------------------------------------- | ------------------------- | ------------------------- |
| 01           | Sweet Impact                                                  | 작사 : 소노다 료지 / 작곡·편곡：하라 가즈히로                                            | 작사 : 소노다 료지 / 작곡·편곡：하라 가즈히로                                            |                           |                           |
| 02           | Bad Drive                                                     | 작사 : jam / 작곡·편곡 : 아사다 마사아키                                                 | 작사 : jam / 작곡·편곡 : 아사다 마사아키                                                 |                           |                           |
| 03           | ※첫회반 보너스 트랙 SO REAL (ArmySlick's scratch build vocal) | 작사 : Grass·HOPPER / 작곡 : 아사다 마사아키 편곡 : ArmySlick for BlindArialProductions. | 작사 : Grass·HOPPER / 작곡 : 아사다 마사아키 편곡 : ArmySlick for BlindArialProductions. |                           |                           |
| 04           | Sweet Impact (TV MIX)                                         | 작곡·편곡：하라 가즈히로                                                                 | 작곡·편곡：하라 가즈히로                                                                 |                           |                           |
| 05           | Bad Drive (TV MIX)                                            | 작곡·편곡 : 아사다 마사아키                                                              | 작곡·편곡 : 아사다 마사아키                                                              |                           |                           |
| DVD (Disc 2) |                                                               |                                                                                          |                                                                                          |                           |                           |
| 01           | Sweet Impact (VIDEO CLIP)                                     | Sweet Impact (VIDEO CLIP)                                                                | Sweet Impact (VIDEO CLIP)                                                                | Sweet Impact (VIDEO CLIP) | Sweet Impact (VIDEO CLIP) |

## 차트 기록
발매 전부터 유명 음악 프로그램에 많이 출연하면서 방송에 많이 노출되어, 판매량도 많이 나올 것으로 예상되었으나, 판매량은 발매 당시 TV 출연이 전혀 없었던 〈KEY OF HEART/DOTCH〉의 첫주 판매량인 26,123장을 약간 웃도는 26,215장을 기록했고, 〈KEY OF HEART/DOTCH〉에 비해 총 판매량은 2,000장 정도 더 팔리는 데 그쳤다.
오리콘 싱글 차트
| 차트                  | 최고 순위 | 총 판매량 | 차트 진입 횟수 |
| --------------------- | --------- | --------- | -------------- |
| 오리콘 일간 싱글 차트 | 5위       |           |                |
| 오리콘 주간 싱글 차트 | 5위       | 42,789장  | 7회            |
| 오리콘 월간 싱글 차트 |           |           |                |